# Tomba della Scimmia

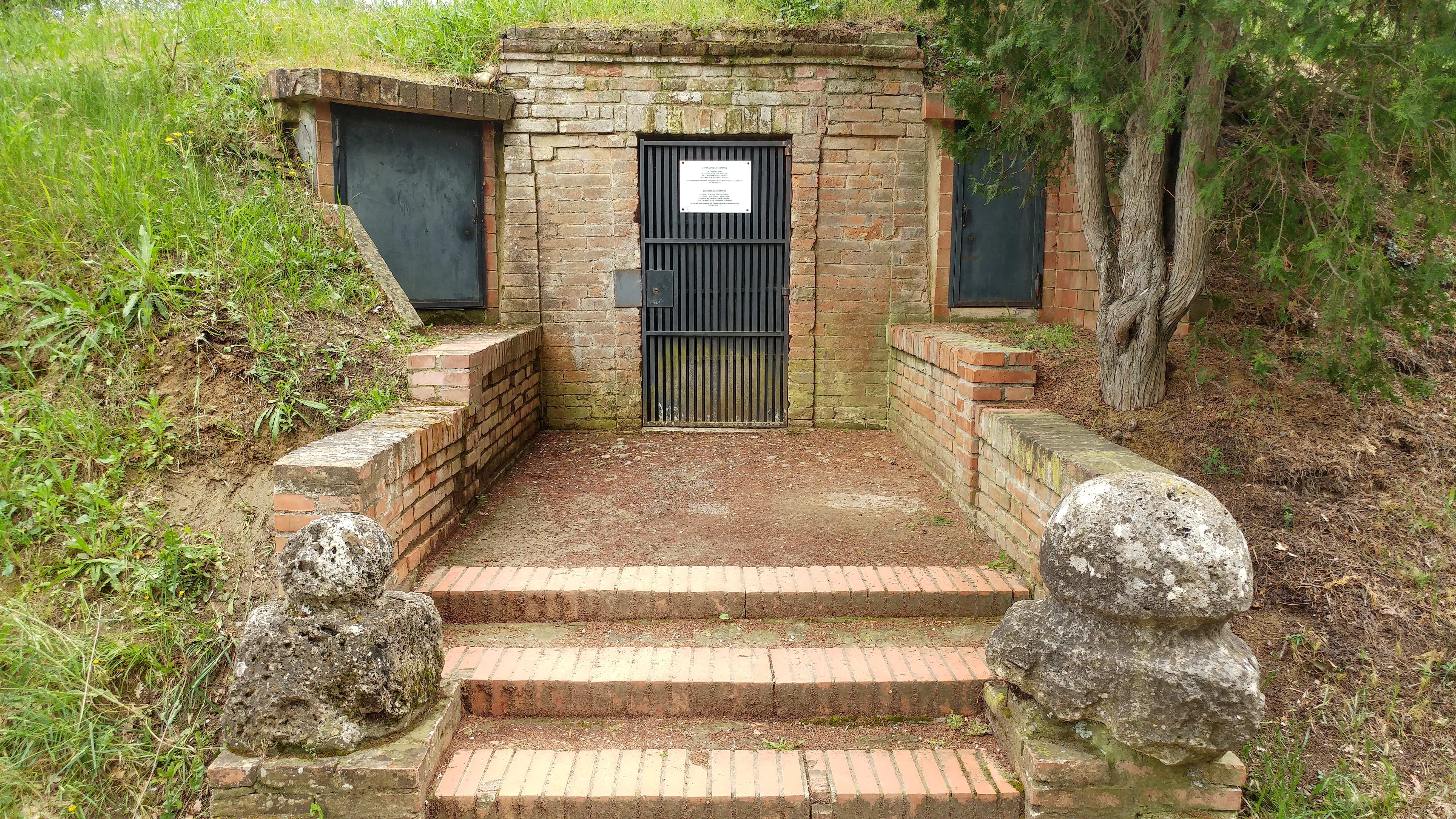
Tomba della Scimmia, Eingang

Die Tomba della Scimmia (deutsch: „Grab des Affen“) ist ein ausgemaltes etruskisches Kammergrab, das ans Ende des 5. Jahrhunderts v. Chr. datiert. Das Grab wurde 1846 in Chiusi entdeckt.
Es handelt sich um ein Vier-Kammergrab, dessen Kammern kreuzförmig angelegt sind und das über einen Dromos erreicht wurde. Die mittlere Hauptkammer hat vier Totenbetten. Die Malereien des Grabes sind heutzutage sehr verblasst. Sie sind als Fries im oberen Teil der Wand angebracht. Auf der Rückwand der Hauptwand sieht man Pferde mit zwei Reitern, daneben zwei junge Ringkämpfer. Daneben sieht man einen kleinen Baum mit einem Affen an einer Kette, der dem Grab seinen modernen Namen gab. Weiter sieht man auf dieser Wand nackte Boxer. Auf der Eingangswand erscheinen Musikanten und Athleten. Auf der linken Wand ist ein Wagenrennen zu sehen. Auf der rechten Wand sieht man Tänzer und Musikanten. Die Rückkammer zeigt auch Malereien. Die Decke ist mit einer Rosette dekoriert. Ansonsten sieht man an den Wänden eine Schlange und einen nackten Mundschenk.